# Intel 80386EX
L'Intel 80386EX (386EX) és una variant del microprocessador Intel 386 dissenyada per a sistemes encastats. Introduït l'agost de 1994 i va tenir èxit al mercat sent utilitzat a bord de diversos satèl·lits i microsatèl·lits en òrbita.
Intel no va fabricar un altre processador x86 integrat fins al 2007, quan va confirmar el Tolapai millorat basat en Pentium M (EP80579).

## Característiques
- Presentat l'agost de 1994.
- Variant de 80386SX destinada a sistemes encastats.
- Adreçament de memòria de 26 bits per a fins a 64 MiB de DRAM.
- Bus de dades de 16 bits, limitant el rendiment però reduint el cost del sistema.
- Nucli estàtic, és a dir, pot funcionar tan lentament (i, per tant, amb l'eficiència energètica) com es desitgi, fins a aturar-se completament.
- Perifèrics en xip:
  - rellotge i gestió d'energia
  - temporitzadors/comptadors
  - temporitzador de gos guardià
  - unitats d'E/S sèrie (síncrones i asíncrones) i E/S paral·leles
  - DMA
  - Actualització de la memòria RAM
  - Lògica de prova JTAG
- Significativament més reeixit que el 80376.
- S'utilitza a bord de diversos satèl·lits i microsatèl·lits en òrbita.
- S'utilitza en el projecte FlightLinux de la NASA.
- S'utilitza al mòdem USRobotics Courier I V.tot (adaptadors de terminal ISA intern i RS232 extern RDSI amb servidor d'accés remot analògic de 56 KBPS).
- S'utilitza al telèfon per satèl·lit Ericsson R290 i Globalstar/Qualcomm GSP-1600.
- S'utilitza en moltes unitats GPS de Garmin més antigues, com ara el GPS 48, II, III i 12.
- S'utilitza en els samplers digitals Akai S5000 i S6000.
- S'utilitza al telèfon Nokia 9000 Communicator.
- S'utilitza al controlador de semàfor Swarco ITC-2.[3][4]